# Traiano Boccalini
Traiano Boccalini (Loreto en 1556 –†Venecia; 16 de noviembre de 1613), escritor italiano.
Jurista, desempeñó también cargos políticos. En su obra destaca el carácter satírico y la crítica a la dominación española y a las costumbres de la época: Avisos del Parnaso 1612, Piedra de toque de la política 1614.
- Datos: Q370031
- Multimedia: Traiano Boccalini / Q370031